# Sauroposeidon proteles
Sauroposeidon proteles és una espècie de dinosaure sauròpode conegut a partir de quatre vèrtebres del coll que es van trobar a la porció sud-est de l'estat estatunidenc d'Oklahoma. Els fòssils foren trobar a roques que daten del Cretaci inferior, un període en què els sauròpodes d'Amèrica Nord havien disminuït tant en mida com en nombre, fent-lo l'últim dinosaure gegant conegut del continent. Mentre que els fòssils foren descoberts l'any 1994, degut a la seva antiguitat inesperada i mida inusual foren inicialment classificats erròniament com a peces de fusta petrificada. Una anàlisi més detallada l'any 1999 va revelar la seva veritable naturalesa que va resultar en un frenesí d'importància menor en els mitjans de comunicació, i la publicació formal es va fer l'any següent.
Anàlisis paleoecològiques indiquen que el Sauroposeidon va viure a les costes del golf de Mèxic, en un delta fluvial. Com altres braquiosàurids, el Sauroposeidon era un herbívor quadrúpede amb les extremitats anteriors més llargues que les posteriors, un disseny corporal similar al de les girafes modernes. Extraoplacions basades en el seu parent més conegut, el braquiosaure, indiquen que el cap del Sauroposeidon podia haver arribat als 17 metres d'alçada amb el coll estès, fent-lo el dinosaure més alt conegut. Amb una longitud estimada de més de 34 metres i una massa d'entre 50 i 60 tones, també es troba entre els dinosaures més llargs i pesants.